# Branko Oblak
Branko Oblak (Ljubljana, 27 de maio de 1947) é um ex-futebolista esloveno.

## Futebol Iugoslavo
Iniciou a carreira profissional em 1965 no Olimpija Ljubljana, clube mais famoso da capital eslovena. Em sua estreia, marcou os dois gols da vitória por 2 a 1 de seu time sobre o Partizan Belgrado, da Sérvia, no campo do adversário. Ficaria no Olimpija até 1973, quando mudou-se para o Hajduk Split, da Croácia, ganhando nas duas temporadas em que ficou no clube o campeonato iugoslavo.
Durante isso, jogou pela Iugoslávia a Copa do Mundo de 1974. A equipe terminou líder de sua chave na primeira fase, à frente da Brasil, sucumbindo na segunda fase de grupos, no que continha a anfitriã e futura campeã Alemanha Ocidental.  

## Exterior
Com visibilidade, transferiu-se para a Bundesliga no ano seguinte, para Schalke 04, onde passaria outras duas temporadas - na segunda, o clube ficou com o vice-campeonato, atrás do Borussia Mönchengladbach. No verão de 1977, Oblak transferiu-se para o Bayern Munique, onde ficaria até 1980, conquistando em sua última temporada o título alemão. Rodaria por equipes amadoras da Áustria até 1987, quando se aposentou.

## Técnico
Tornou-se técnico, treinando várias equipes da Eslovênia, chegando a ser técnico da Seleção Eslovena nas eliminatórias para a Copa do Mundo de 2006. Apesar da vitória inicial sobre os futuros campeões italianos, sucederam-se maus resultados e a classificação não ocorreu. Oblak acabou saindo do cargo no final de 2006.

## Reconhecimento
Branko Oblak foi o primeiro esloveno a ir para uma Copa do Mundo, juntamente com seu colega da Copa de 74 Danilo Popivoda (este, nascido na RS da Sérvia). Até o final da antiga Iugoslávia, apenas um terceiro esloveno chegaria a ir a um mundial, Srečko Katanec (no de 1990 - o último disputado antes da desintegração do país), um grande concorrente a quem ele "bateu" na eleição para melhor futebolista esloveno dos 50 anos da UEFA, nos Prêmios do Jubileu da entidade.